# Gập bụng

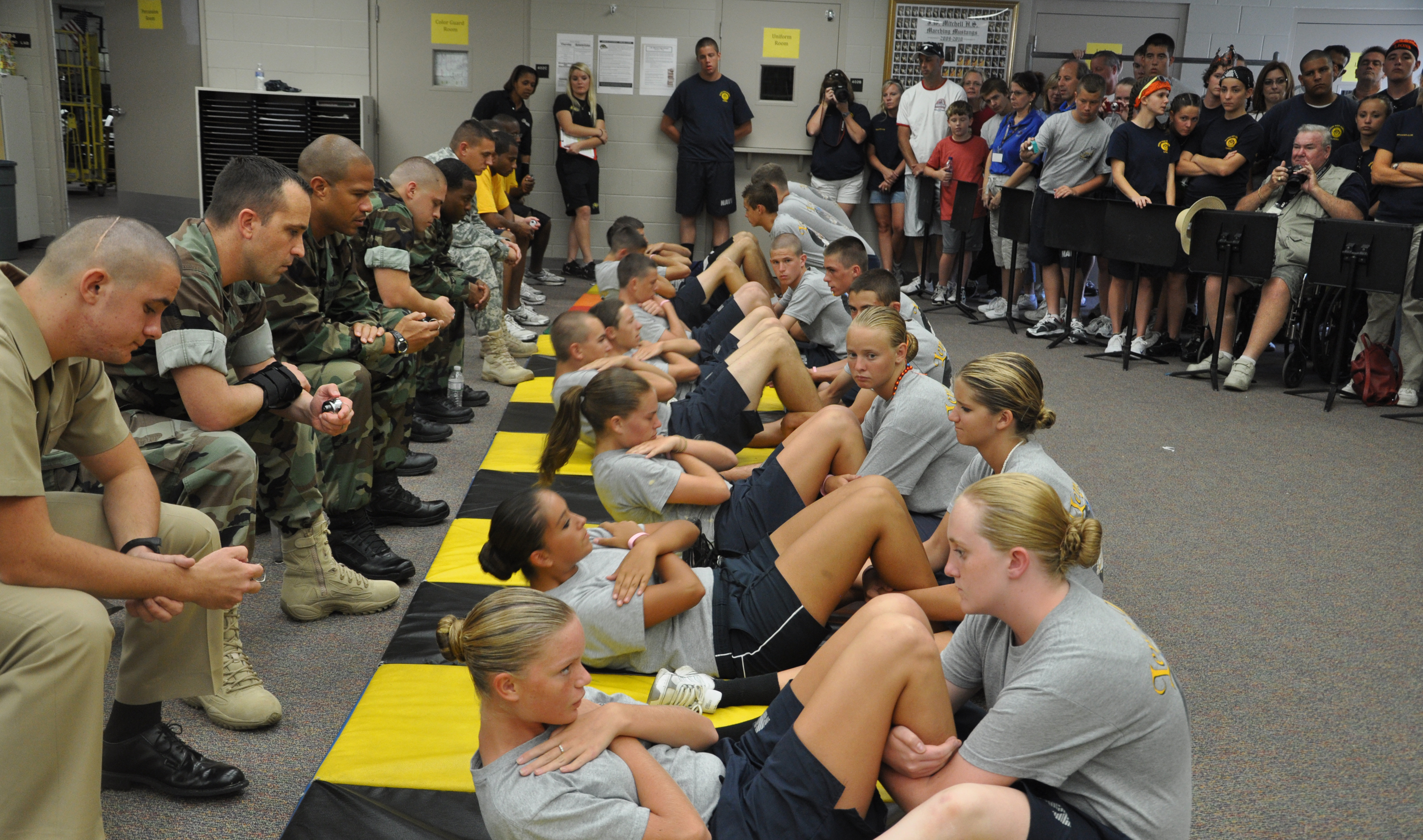
Huấn luyện động tác gập bụng ở Hải quân Mỹ

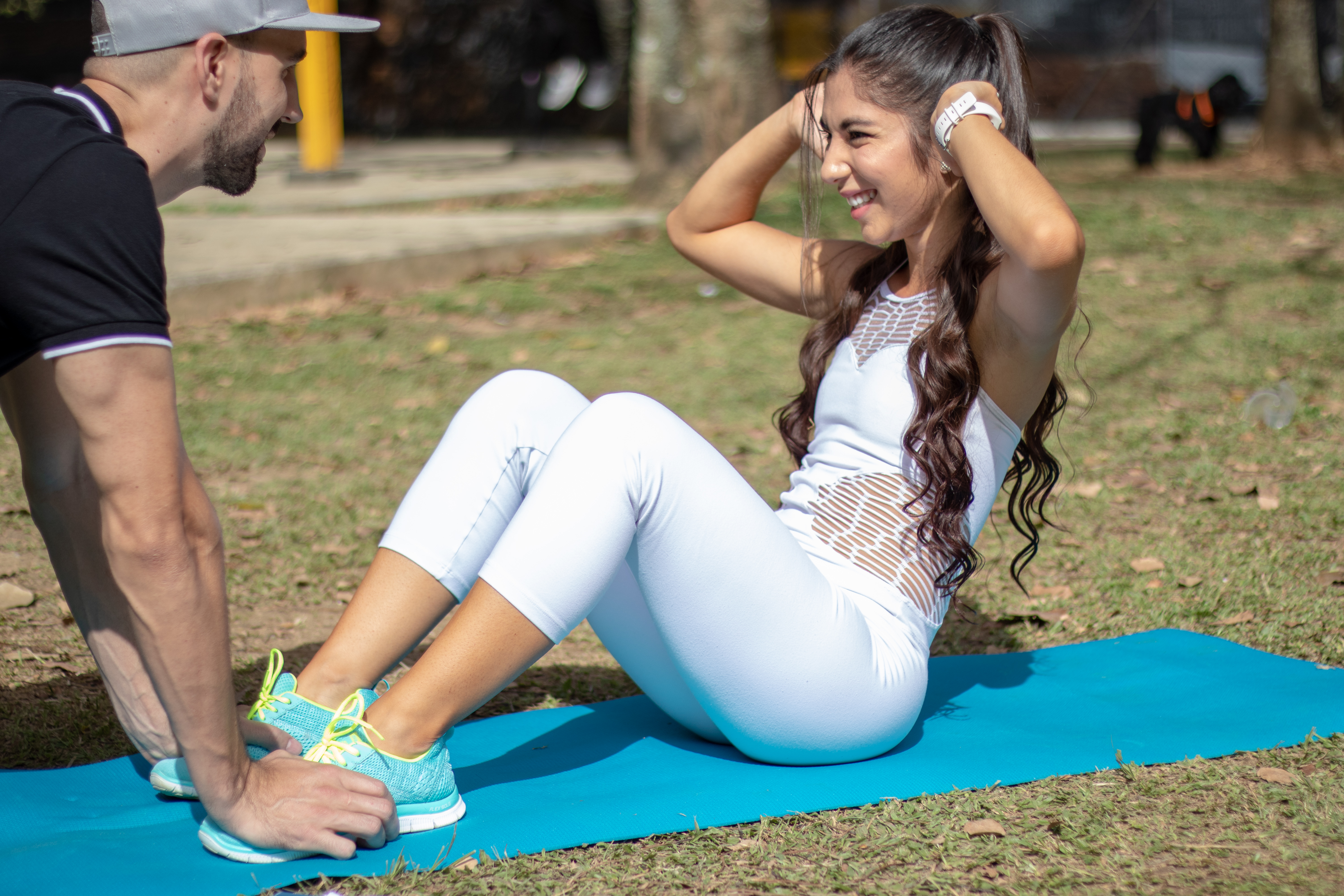
Một bài tập gập bụng có trợ giúp

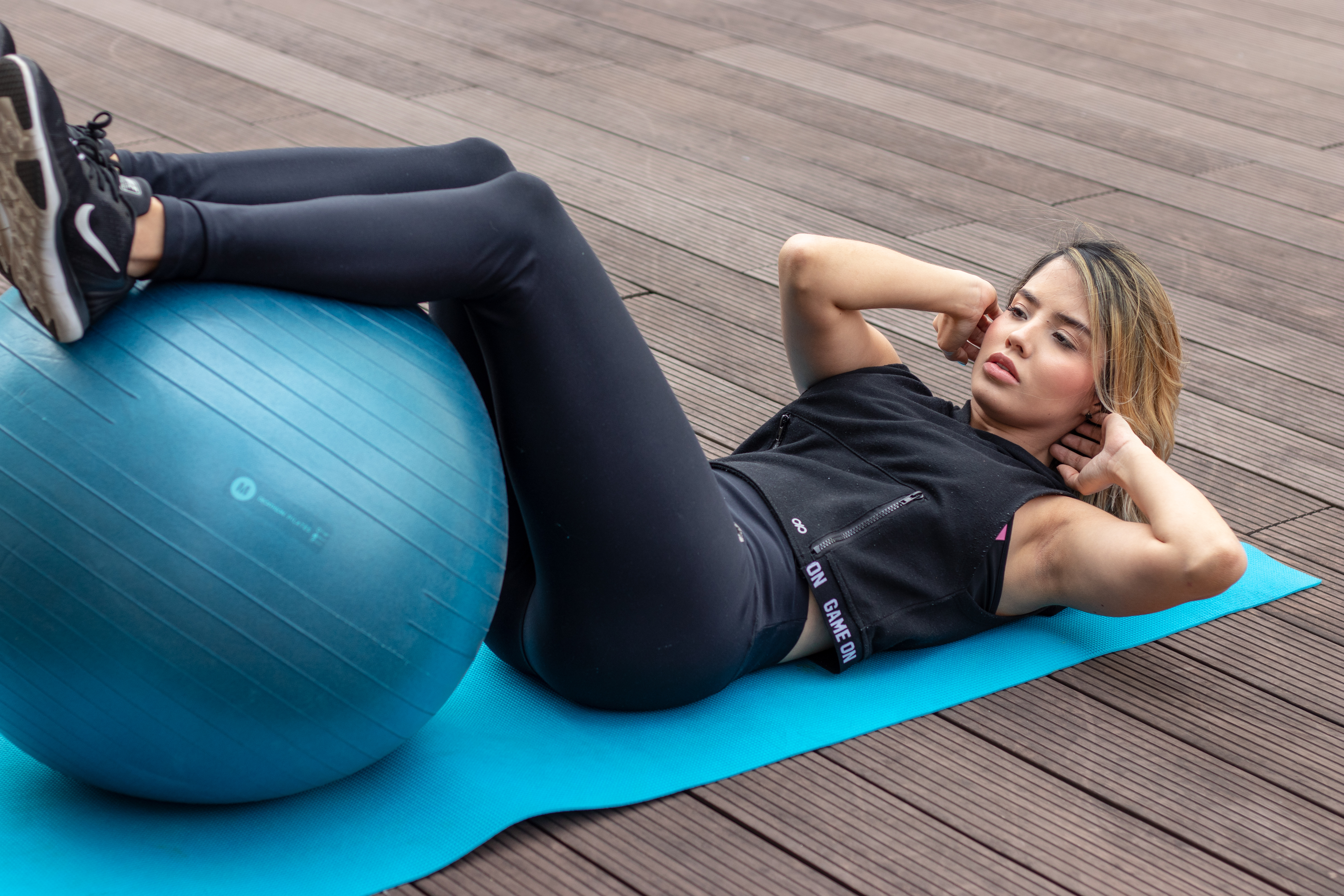
Gập bụng với bóng squat

Gập bụng (Sit-up) là bài tập rèn luyện sức bền cơ bụng để nhằm tăng cường, làm săn chắc và góp phần làm thon gọn cơ bụng. Bài tập bụng này tương tự như bài tập gấp bụng crunch (bài tập crunch nhắm vào cơ thẳng bụng và cũng tác động đến cơ chéo ngoài và cơ chéo trong), nhưng bài tập gập bụng có phạm vi chuyển động rộng hơn và tác động đến các cơ khác. Gập bụng bắt đầu bằng cách người tập nằm ngửa trên sàn. Thông thường, động tác này được thực hiện bằng cách đặt tay ngang ngực hoặc đặt tay sau đầu. Đầu gối và ngón chân và cẳng chân cong lại để giảm áp lực lên cơ lưng và cột sống. Cả đốt sống trên và dưới đều được nâng lên khỏi sàn cho đến khi mọi thứ cao hơn mông không chạm đất. Một số người cho rằng gập bụng có thể nguy hiểm do tải trọng nén thắt lưng cao (giống như kỹ thuật ép ngồi trong Yoga) và có thể được thay thế bằng bài tập crunch trong các chương trình tập thể dục. Thực hiện các bài tập bụng thay thế cho gập bụng thực sự làm tăng khả năng gập duỗi bụng. Thực hiện động tác gập bụng sẽ không làm giảm mỡ cục bộ ngay tại một số điểm ở vùng bụng, eo. 
Để có được ngoại hình "sáu múi" đòi hỏi phải tập luyện cả tăng sinh cơ bụng và giảm mỡ ở vùng bụng nên điều này chỉ có thể thực hiện được bằng cách giảm mỡ toàn bộ cơ thể. Động tác này có thể dễ dàng hơn bằng cách đặt cánh tay xa đầu hơn. Các biến thể điển hình của động tác này bao gồm bắt chéo cánh tay để đặt lòng bàn tay lên phía trước vai và duỗi thẳng cánh tay xuống hai bên với lòng bàn tay úp xuống sàn (gập bụng chéo tay). Biến thể tay đặt chéo trên vai cũng được sử dụng để làm cho động tác gập bụng nghiêng dễ dàng hơn. Đễ có được chuyển động mạnh hơn bằng cách thực hiện động tác gập bụng thì có dùng đến tạ trong khi gập bụng nghiêng với hai tay sau gáy và thậm chí còn khó hơn bằng cách thực hiện động tác gập bụng nghiêng có tạ. Với kỹ thuật không phù hợp trong thời gian dài, thì việc gập bụng hoàn toàn có thể gây đau lưng và cong vẹo lưng dưới, làm tăng nguy cơ chấn thương lưng. Từ những năm 2010, lực lượng vũ trang Hoa Kỳ đã bắt đầu loại bỏ bài tập gập bụng do tỷ lệ chấn thương lưng dưới tăng cao.